# Maurice Muhatia Makumba
Maurice Muhatia Makumba (ur. 19 maja 1968 w Lirhanda) – kenijski duchowny katolicki, biskup Nakuru w latach 2010–2022, arcybiskup Kisumu od 2022.  

## Życiorys

### Prezbiterat
Święcenia kapłańskie przyjął 15 października 1994 i został inkardynowany do diecezji Kakamega. Po święceniach został wikariuszem w Kakamega, a w kolejnych latach był wicerektorem seminariów w Makumu i w Manga. W latach 2005–2007 tymczasowo kierował seminarium w Tindinyo, zaś w 2007 został rektorem krajowego seminarium w Nairobi.

### Episkopat
19 grudnia 2009 papież Benedykt XVI mianował go biskupem ordynariuszem diecezji Nakuru. Sakry biskupiej udzielił mu 27 lutego 2010 ówczesny metropolita Nairobi – kardynał John Njue.
18 lutego 2022 papież Franciszek przeniósł go na urząd arcybiskupa metropolity Kisumu.